# Camponotus batesii
Camponotus batesii är en myrart som beskrevs av Auguste-Henri Forel 1895. Camponotus batesii ingår i släktet hästmyror, och familjen myror. Inga underarter finns listade.

## Bildgalleri

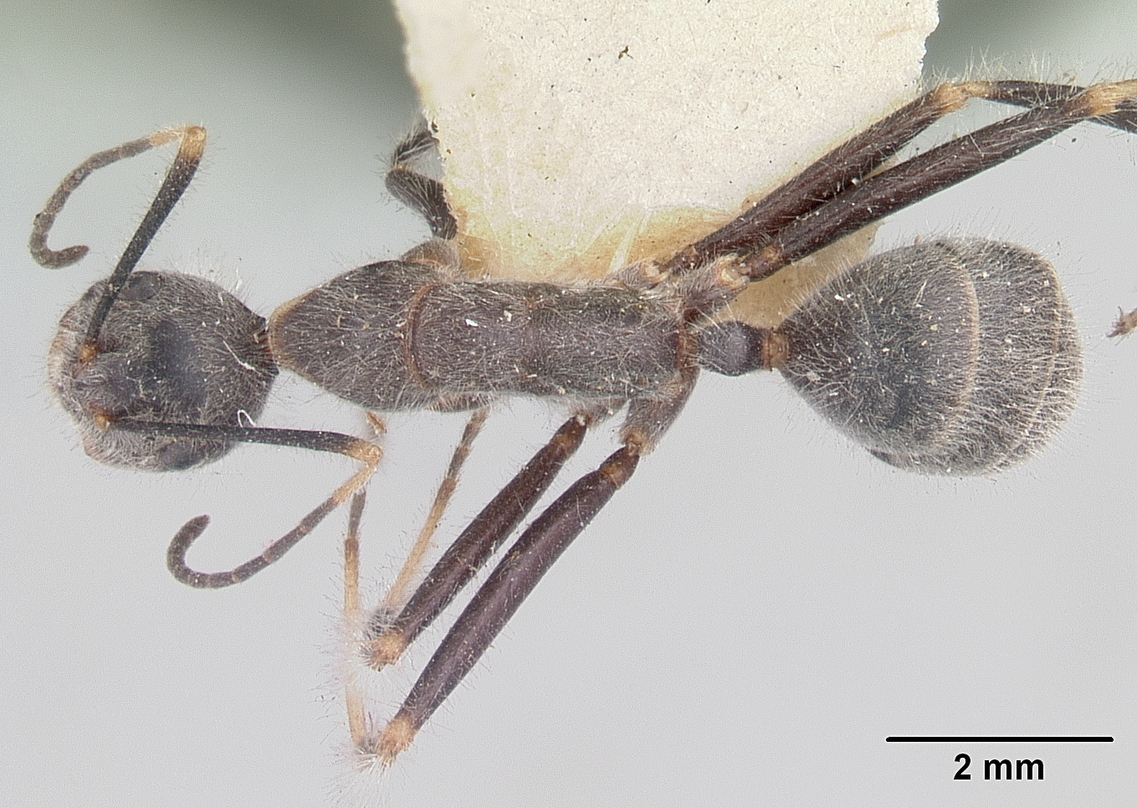
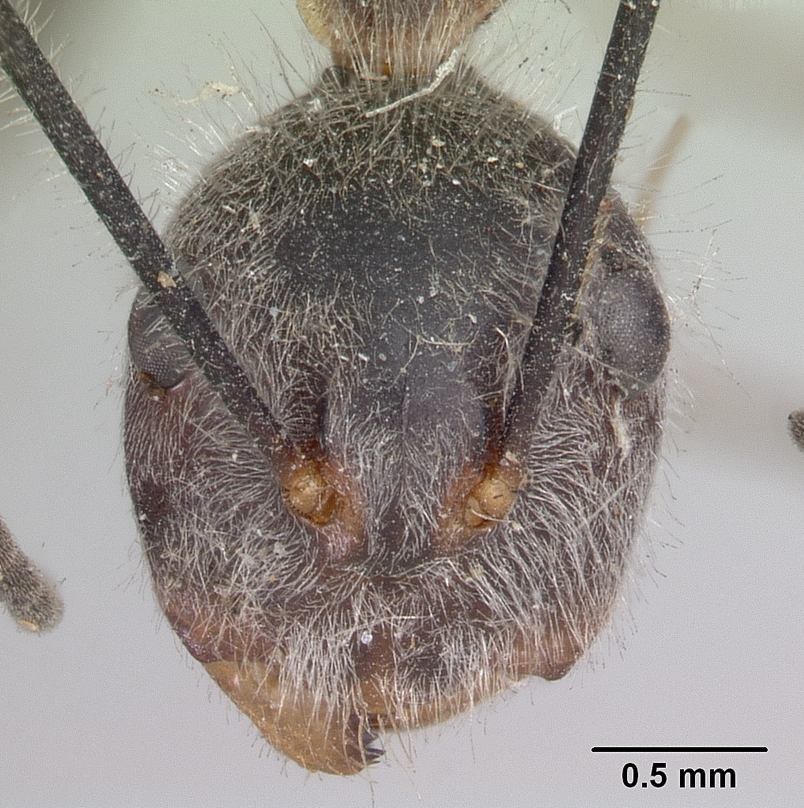
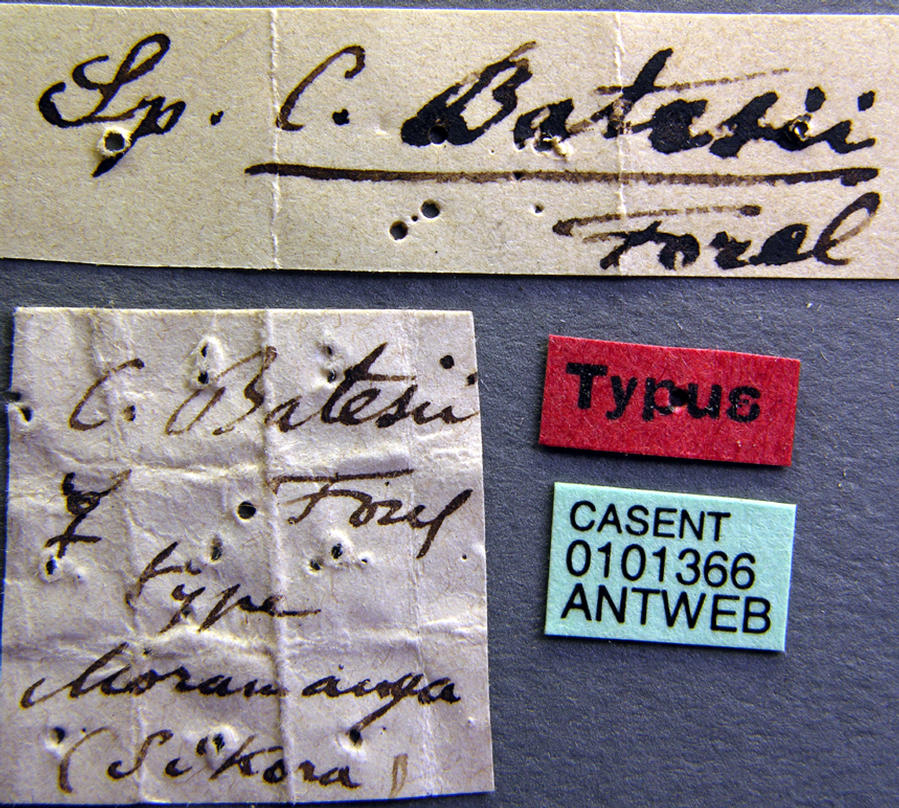
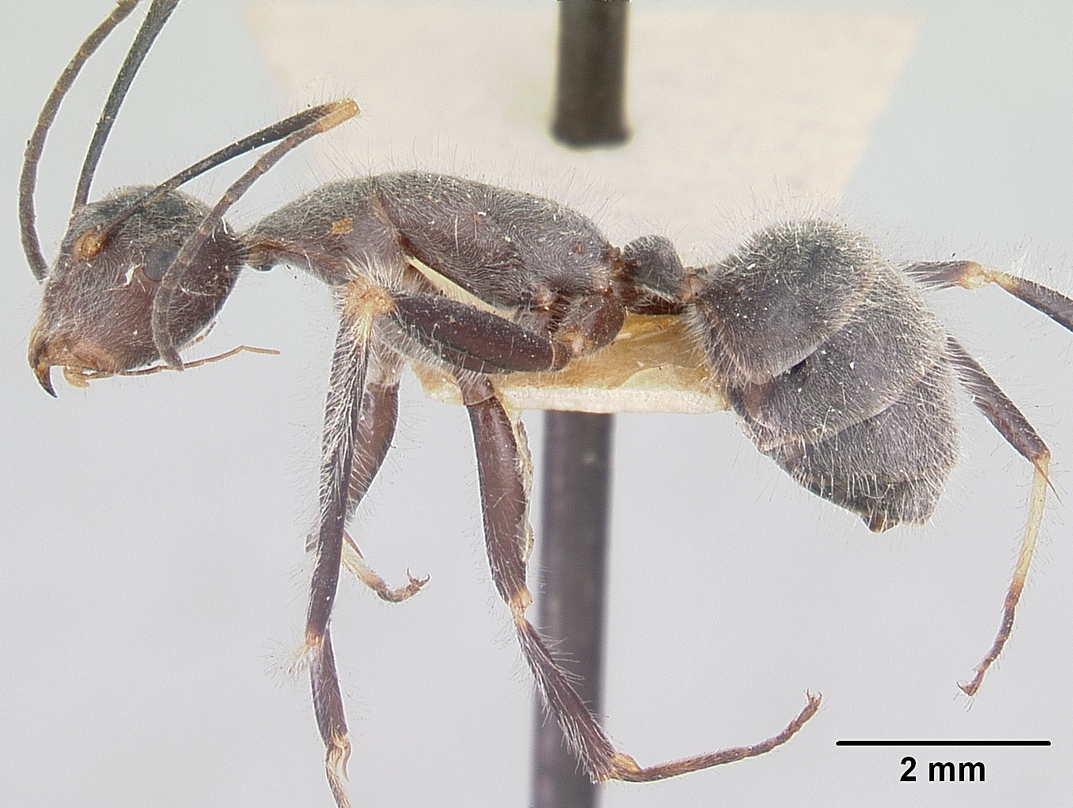